# Marbre bleu turquin
 (janvier 2015).
Le marbre bleu turquin, est un marbre qui porte, aussi parfois en Italie, le nom de  bardiglio  (bardiole). Marbre d'Italie gris bleu aux stries blanches et noires ; c'est un  calcaire saccharoïde mélangé de matières charbonneuses. Il change de couleur exposé à une forte chaleur.

## Étymologie
Il s'agirait, selon certains, d'un pléonasme puisque de  turquin/turchino signifierait « bleu » en italien et désigne aussi la couleur dite « bleu turquin » . Mais son nom de « turquin », viendrait sans doute de « Turquie » comme « turquoise » 

## France

Carte des carrières de marbre bleu turquin

### Carrières de France
On le trouve notamment à :
- Ferrières-sur-Sichon dans l'Allier[7] ;
- en Ariège à Seix et à
- Sost dans les Hautes-Pyrénées (carrière du Pic de la Mérite),
- Ossen,
- Caunes-Minervois en Languedoc
- Saint-Béat dans la Haute-Garonne[8]
- Louvie-Soubiron dans les Pyrénées-Atlantiques,
- Saint-Nazaire-de-Ladarez dans l'Hérault,
- Santo-Pietro-di-Venaco en Corse[9].

### Le marbre de Saint-Béat
On le trouve dans la montagne du Rié (Arrie), au N- E de Saint-Béat, vers Marignac, dans la Haute-Garonne, carrière de Rapp, où se trouvent plusieurs carrière de marbre. Le marbre blanc de Saint-Béat, est le plus connu, et le plus exploité, mais on y trouve aussi du marbre bleu turquin, et de divers coloris. Les carrières sont exploitées depuis l'époque augustéenne comme en témoignent les vestiges archéologiques.
- C'est un marbre gris bleuté à nombreuses fentes de tension, rempli de calcite blanche. Il s'agit d'un calcaire d'origine marine (glaciaire ou fluviale) du Jurassique supérieur -Crétacé inférieur (140 - 110 millions d'années) recristallisé en marbre au cours du métamorphisme accompagnant l'édification des Pyrénées, voici 50 millions d'années. Cette carrière a été exploitée depuis les Romains en blocs de taille, puis par la famille Lavigne au début du XIXe siècle en tant que roche ornementale. Ce n'est que dans les années 1940 que cette carrière a été exploitée pour en faire des granulés de marbre pour les bétons, les terrazzos, les résines.

- La Société Onyx et Marbres Granulés S.A. (OMG) a été créée en 1934 par François Dabos et exploite aujourd'hui neuf carrières de marbre blanc, et de différentes couleurs, dont le marbre turquin, transformés en poudre et granulés, et une carrière souterraine[11].

La composition chimique du marbre de Saint-Béat est la suivante :
- CaO : 54,2
- MgO : 0,55
- Carbonates totaux : 97,95
- Soufre : 0,03
- Chlorures : 0
- Sulfates: 0

L'exploitation du marbre turquin de Sost a cessé. Il s'agissait d'un marbre gris-bleu très fin avec de légères nuances blanchâtres, soutenant la comparaison avec le turquin de Carrare.
On trouve en Savoie à Villette du marbre bleu mais, il ne porte pas le nom de bleu turquin, et aussi dans le Gouffre de Cabrespine dans l'Aude.
Le Marbre de Caunes-Minervois (Aude) est rouge turquin (orange mêlé de gris turquin), gris turquin ou turquin veiné de bleu.
Suisse : Saillon en Suisse.

## Italie
Marbre italien renommé, il fut ensuite importé de Toscane et écoulé à Paris. Les plus beaux marbres bleu turquin sont extraits des carrières de Seravezza, non loin de Carrare. Les carrières de Carrare en fournissent d'une qualité inférieure (Bleu turquin Cappella). Il est souvent assimilé au bardiglio , qui diffère du bleu turquin par des stries noires : le marbre bardiglio scuro est en fait le marbre bleu turquin.“
«  les marbres bleus communs, dont on fabrique surtout des dalles et des carreaux pour parquets, des vases et des balustrades de jardins; les marbres bleus fleuris, qu’on emploie de préférence pour l’ornementation, urnes, colonnettes, consoles; enfin les marbres brèches, dont on fait essentiellement des colonnes ou des placages, — voilà ceux que l’on exploite communément à Seravezza »
— Louis Simonin , Les marbres de l’Altissimo et de Carrare

## Marbre de Maurétanie
Il venait autrefois d'Afrique, importé de Sétif (Algérie actuelle), Maurétanie-Césarienne, sous domination romaine.
On y trouve le marbre turquin notamment :
- dans les carrières de marbre de Filfila, associé à un du marbre blanc cristallin[16]près de Skikda d'où venait peut être le marbre de Numidie des anciens,
- à Aïn-Takbalet parmi d'autres marbres de couleur noire, blanche à veines jaunes, et de l'onyx translucide où il fut exploité par les Romain et les algériens depuis l'époque moderne et encore aujourd'hui[17] près de Tlemcen en Algérie,
- dans les montagnes de  Bouzareah[18] près d'Alger[19] ;

Les colonnes de la « Fontaine de Nymphée » à Tipaza sont en marbre bleu turquin.

## Usages
On en fit des tables, cheminées, balustres (balustrade du chœur de l'église Saint-Sulpice), des maîtres-autels (cathédrale d'Amiens, cathédrale de Sées, église Saint-Sulpice), horloges, socles, dessus de commode, etc.
Il a été utilisé sous le règne de Louis XVI (on le trouve dans la salle à manger du Petit Trianon de Versailles), et durant le Premier Empire : cheminées de marbre bleu turquin ornées de bronze, plafond du phare d'Eckmühl.

## Littérature
« Sur la cheminée en marbre turquin, les porcelaines les plus folles du vieux Saxe, ces bergers qui vont à des noces éternelles en tenant de délicats bouquets à la main, espèces de chinoiseries allemandes, entourent une pendule en platine, niellée d'arabesques. »

— Honoré de Balzac, Scènes de la Vie privée.

## Variétés du marbre turquin
- Bleu turquin de Gênes
- Bleu turquin veiné.
- Bleu turquin d'Italie.
- Bleu turquin de Portugal.
- Languedoc turquin (rosé à stromatactis gris-bleu)
- Incarnat turquin (orange veiné de bleu-gris)
- Languedoc turquin d'Italie